# HD 427
HD 427 — звезда в созвездии Скульптора на расстоянии около 362 световых лет от нас.

## Характеристики
HD 427 — звезда 7,882 звёздной величины, невидимая невооружённым глазом. Впервые в астрономической литературе она упоминается в каталоге Генри Дрейпера, изданном в начале XX века. Это жёлто-белый карлик, который имеет массу, равную 1,42 массы Солнца. Возраст звезды оценивается приблизительно в 2,1 миллиарда лет. Планет в данной системе пока обнаружено не было.